# Tournus
Tournus – miejscowość i gmina we Francji, w regionie Burgundia-Franche-Comté, w departamencie Saona i Loara.
Według danych na rok 1990 gminę zamieszkiwało 6568 osób, a gęstość zaludnienia wynosiła 266 osób/km² (wśród 2044 gmin Burgundii Tournus plasuje się na 30. miejscu pod względem liczby ludności, natomiast pod względem powierzchni na miejscu 296.).